# Agulla
Agulla es un género de moscas serpientes modernas de la familia Raphidiidae.
Las especies de Agulla son depredadoras, tanto adultas como larvas. se encuentran en América del Norte; en Columbia Británica y en el oeste de los Estados Unidos, concretamente, en las Montañas Rocosas y hacia el oeste, incluidos los desiertos del suroeste.

## Sistemática
En la actualidad, se conocen 18 especies vivas y dos extintas de Agulla en América del Norte. Las especies se dividen en cuatro subgéneros, y las dos especies extintas (†) quedan sin ubicar en ningún género.
- Agulla
  - Subgénero Agulla
    - A. (A.) arazonia Banks
    - A. (A.) amaudi Aspöck
    - A. (A.) assimilis Albarda
    - A. (A.) astuta Banks
    - A. (A.) barri Aspöck
    - A. (A.) bicolor Albarda
    - A. (A.) bractea Carpenter
    - A. (A.) crotchi Banks
    - A. (A.) faulkneri Aspöck
    - A. (A.) flexa Carpenter
    - A. (A.) herbsti Ebsen-Peterson
    - A. (A.) Agulla nixa

  - Subgénero Galavia
    - A. (G.) adnixa Hagen
    - A. (G.) modesta Carpenter
    - A. (G.) paramerica Aspöck
    - A. (G.) unicolor Carpenter

  - Subgénero Franciscoraphidia
    - A. (F.) directa Carpenter

  - Subgénero Californoraphidia
    - A. (C.) nigrinotum Woglum & McGregor

  - Subgénero incertae sedis
    - †A. mineralensis (Mioceno, Stewart Valley, Nevada, USA)
    - †A. protomaculata (Luteciense, Formación Green River, Colorado, USA)